# Dipartimento dell'Atlantico (Benin)
Il dipartimento dell'Atlantico (ufficialmente département de l'Atlantique, in francese) è uno dei 12 dipartimenti del Benin con 982 345 abitanti (dato 2006); situato nella parte meridionale del paese, si affaccia sull'Oceano Atlantico. Nel 1999 da una costola di Atlantique è nato il dipartimento di Littoral. La capitale è la città di Ouidah.

## Comuni
Atlantique è diviso in 8 comuni:
- Abomey-Calavi
- Allada
- Kpomassè
- Ouidah
- Sô-Ava
- Toffo
- Tori-Bossito
- Zè